# Hitodama

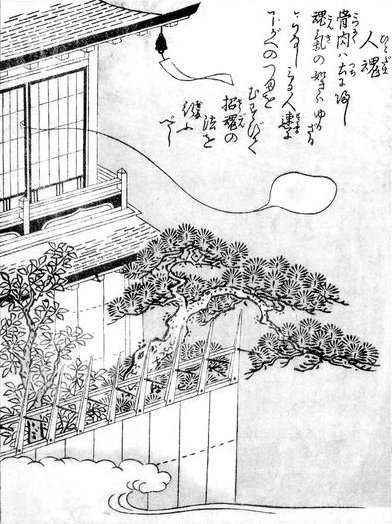
Ilustración de una hitodama por Toriyama Sekien.

Hitodama (人魂?  "alma humana"), según el folclore japonés, son las almas de los recién fallecidos tomando forma de una llama fantasmal. La palabra hitodama es una combinación de las palabras japonesas hito, que significa "humano", y tama (abreviación para tamashii), que significa "alma", estas llamas según cabe suponer, aparecen como esferas azules y en ocasiones verdes con una estela larga. También se cree que son fuegos fatuos o seres embaucadores que se originan de gases fluorescentes que en ocasiones pueden verse sobre las tumbas.

## Folclore
Las hitodama se dice que frecuentemente se encuentran cerca de cementerios y en bosques sombríos durante el verano, donde se dice que viven. Supuestamente se ven a veces cerca de una persona moribunda como una aparición del alma abandonando el cuerpo antes de "cruzar al otro lado". Muchos hitodama se desvanecen o caen al suelo poco después de ser divisadas.
Uno de los engaños que se cree le juegan a los humanos es desencaminarlos, dejándolos desorientados.  Algunos mitos japoneses consideran al hitodama como uno de los trucos de los kitsune, al usar su kitsune-bi (狐火, "llama de zorro") para descarriar a los viajeros. Llamas fantasmales en Japón también se conocen como onibi (鬼火?  "fuego demoniaco"). En China son llamados guǐ-huǒ (pinyin) o gwäe-fo (cantonés). Las hitodama son la contraparte japonesa para el fuego fatuo.

## En la cultura popular
Las hitodama son parte del folklore y la cultura popular de Japón, teniendo referencias y apariciones en animes, mangas, videojuegos, entre otros.
En anime, las hitodama aparecen flotando sobre un personaje cuando este está deprimido, asustando a otros personajes con su actitud oscura o acompañando a un personaje fantasma. El último, que es el más probable, está basado en retratos tradicionales japoneses del ukiyo-e que muestran el yurei.
- En la serie anime Dragon Ball Z y el manga Dragon Ball, cuando Goku cae en el infierno, pueden verse las hitodama de las personas que fueron condenadas allí.
- En el videojuego Sonic Adventure para la consola Sega Dreamcast, el espíritu de Tikal the Echidna es liberado de la Master Emerald en forma de hitodama, y a lo largo del juego pueden verse hitodamas que contienen el espíritu de Tikal y le da consejos a Sonic y sus amigos. En el caso de Knuckles, la hitodama de Tikal le da pistas sobre dónde están los fragmentos de la Master Emerald para que el Guardián pueda restaurarla.
- En el videojuego Okami, pueden verse las hitodamas flotando por la noche sobre las lápidas.
- En los videojuegos de terror Fatal Frame, el jugador exorciza los espíritus, liberándolos en forma de hitodama.
- En el anime y manga The Ghost Sweeper Mikami, la hitodama es un aliado del personaje principal Okinu.
- En el videojuego y anime Pokémon, los Pokémon de tipo fantasma Gastly y Chandelure se asemejan a una hitodama.
- En el anime y manga One Piece, Brook (One Piece) puede hacer salir su alma, que se asemeja a una hitodama.
- Los Poes en la serie de videojuegos The Legend of Zelda suelen tomar forma de hitodama.
- En Touhou Project, los personajes Youmu Konpaku y Yuyuko Saigyoji son acompañados por Hitodamas. Youmu se describe como medio fantasma, con su mitad fantasmal residiendo fuera de su cuerpo humano, tomando la forma de una hitodama grande. Además, a Yuyuko, una princesa fantasma, se le ve con muchas pequeñas hitodamas.
- En el anime y manga Shaman King, se puede ver claramente el uso de hitodamas a lo largo de la trama. Los personajes toman posesión de almas que luego toman forma de hitodama.
- En el anime Inuyasha, se puede ver que uno de los personajes secundarios llamado Kikyo camina con un hitodama a su alrededor después de que fue revivida, y debe alimentarse de ellas constantemente para poder subexistir.
- En el anime Kaidan Restaurant, la protagonista Ako Ozora ve en un episodio como las hitodamas salen de las casas donde recientemente murió gente. Posteriormente en el mismo capítulo, un Hitodama sale de ella anunciándole su muerte. Finalmente logran que su Hitodama regrese a su cuerpo.
- En el anime A Channel, en uno de los capítulos, desde el baño Yūko y Nagi parecen ver un hitodama deambulando fuera de la escuela, sin embargo, se trataba de Satō sensei sosteniendo una vela.
- En el manga español 5 Elementos la profesora Lambda, elemental de Espectro y profesora de Teoría de los Elementos, se ve siempre rodeada de un grupo de cuatro o más Hitodamas.
- En el anime de Soul Eater después de matar a alguien aparece el alma que después es devorada por las armas.
- En Bleach usan el símbolo de una hitodama para separar el cuerpo del alma.